# Hamis dilemma
A hamis dilemma (vagy áldilemma) egy olyan érvelési hiba, amely úgy állítja be a vitát, mintha csak két alternatíva létezne, mikor valójában több, nem mérlegelt választási lehetőség is van. Ez a két alternatíva legtöbbször a lehetőségek skálájának két szélsősége.
A hamis dilemma nem minden esetben korlátozódik két lehetőségre; előfordul, hogy hármat vagy többet is magába foglal. A lényeg azonban, hogy észszerű választási lehetőségeket mellőz.

## Példák
Talán a legismertebb történelmi példa:
„Aki nincs velünk, ellenünk van.”
Gyakran találkozhatunk azonban a következőkkel is:
„Ön most velünk van, vagy a terroristákkal?”
„Ellenfelem az állami iskolák támogatásának növelése ellen szavazott. Nyilván nem tartja fontos kérdésnek gyermekeink oktatását.”
A hamis dilemma eszköze igen jól ismert például a római vallástörténetből, ahol az omenek, az előjelek értelmezésétől annyi minden függött. Az egyik legjellegzetesebb történetben egy praetor vállára a nyílt utcán harkály száll, ami tudvalévőleg a királyi hatalom jelképe. A baj csak az, hogy a királyságot az imént törölték el örökre. Az ügy az augurok elé kerül, akik hivatalból a madárjelek értelmezői. Ők hosszas tanácskozás után a következőt mondják:

1. vagy a madár pusztul el, és azzal megmenekül a praetor és a város is,
2. vagy ha a madár megmarad, akkor a praetor nem maradhat életben.

Azonnal látszik, hogy hamis dilemmát állítottak fel a királyokat oly kevéssé áhító közösség érdekében, nem beszélnek ugyanis az ordítóan szembeszökő harmadik lehetőségről: megmarad a harkály és a praetor is: ez esetben a jel azt jósolja, hogy király lesz belőle. Mivel ez elfogadhatatlan a közösségnek, hamis dilemma elé állítják a praetort (aki egyébként kitekeri végül a harkály nyakát, megadva magát a közösség szempontjainak).
A dilemma alkalmazásának elve jól szemléltethető a kamera és az ábrázolás kapcsolatával: azt látjuk, amit a kamera mutat, és hajlamosak vagyunk elfeledkezni a láthatatlan tényezőről, aki valójában eldönti, hogy mit lássunk. A fenti jellegzetes történetben jól látható, hogyan manipulálták a döntési helyzetet az augurok, miközben látszólag meghagyták a döntést a praetornak, csak a kérdés, amit föltettek, volt kizárólagos (vagy A, vagy B), azaz hamis dilemma, mert valójában a teljes képlet így hangzott volna: vagy A, vagy B, de lehet C is.

## Lásd még
- Logika